# Nir Baram
Nir Baram (en hebreo: ניר ברעם;m 2 de junio de 1976, Jerusalén) es un novelista y articulista israelí. Intelectual de izquierdas, es activista político de posturas contrarias a la ocupación israelí de Palestina.

## Biografía
Baram estudió literatura en la Universidad de Tel Aviv y fue uno de los responsables de la editorial Am Oved. Sus novelas, The Remaker of Dreams (2006) y Good People (2010), fueron candidatas a los Premios Sapir. Good people, Las buenas personas, ha sido traducido a 10 idiomas y en 2010 Baram ganó el Premio Prime Minister's de Literatura hebrea, y fue candidato al Premio Roma. Su posterior novela, World Shadow, La sombra del mundo, fue publicada en 2013. Baram también publica artículos de opinión política en el diario Haaretz y otros periódicos. En 2006, junto a otros autores, hizo un llamamiento a favor del cese el fuego en la guerra del Líbano de 2006, y en 2010 pronunció una polémica apertura del 2nd International Writers Festival de Israel, en Jerusalén.

## Obras
- The Remaker of Dreams, Keter, 2006 (editado en alemán por Der Wiederträumer, Schöffling, 2009)
- Good people, Las buenas personas, Am Oved, 2010 (editado en alemán por Carl Hanser Verlag; en español por Alfaguara;[5] en Brasil por Editora Objetiva; en Francia por Éditions Robert Laffont; en los Países Bajos por De Bezige Bij; en Italia por Ponte alle Grazie; en Noruega por Gyldendal; en Finlandia por Otava; en Dinamarca por Gyldendal; en catalán por Editorial Empúries[6])
- World Shadow, La sombra del mundo, Am Oved, 2013